# Grbavica (Novi Sad)
Pour les articles homonymes, voir Grbavica.
Grbavica (en serbe cyrillique : Грбавица) est un quartier de Novi Sad, la capitale de la province autonome de Voïvodine, en Serbie.

## Localisation

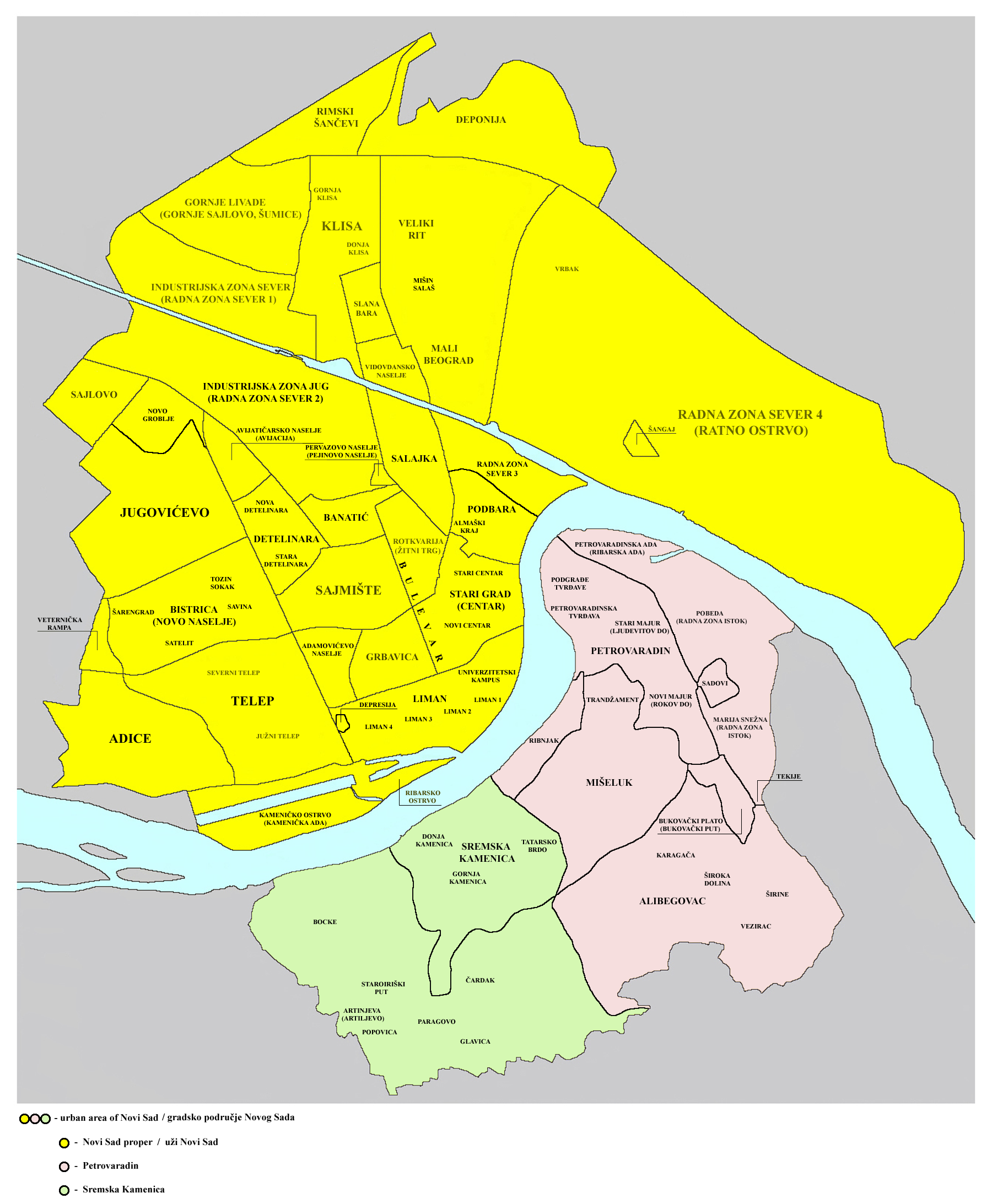
Plan de la zone urbaine de Novi Sad

À l'est, Grbavica est délimité par le Bulevar oslobođenja (le « boulevard de la Libération »), au sud par le Bulevar cara Lazara (le « boulevard du prince Lazare »), au nord par la rue Futoška (la « rue de Futog ») et à l'ouest par les rues Vojvode Knićanina, Atanasija Gereskog et Đorđa Servickog.

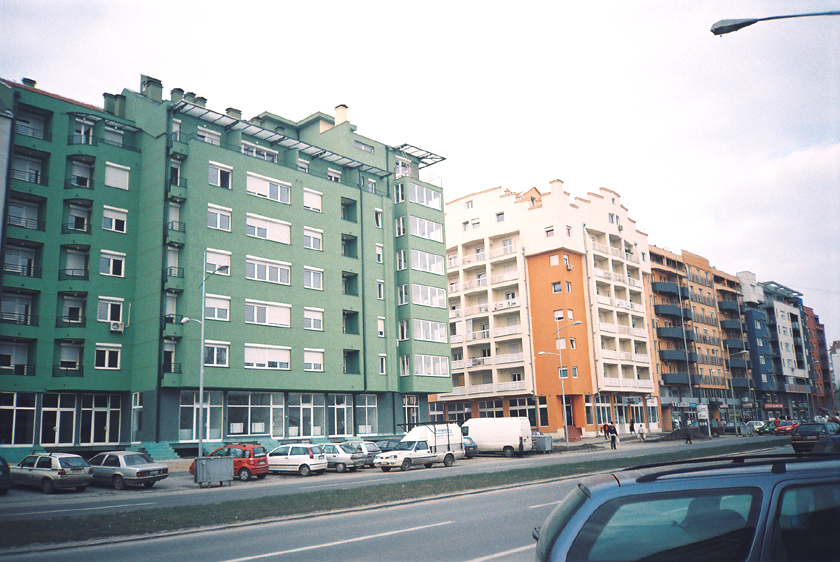
Le Bulevar cara Lazara à Grbavica

Le quartier est ainsi entouré par ceux de Stari grad à l'est, Sajmište au nord, Liman au sud et Adamovićevo naselje à l'ouest.
Sur le plan administratif, Grbavica se trouve sur le territoire des communautés locales Vera Pavlović et 7. juli. ; la communauté locale Vera Pavlović englobe le sud et l'est du quartier tandis que la communauté 7. juli englobe la partie située au nord-ouest ainsi que le quartier voisin d'Adamovićevo naselje.

## Histoire
Grbavica constitue l'une des parties anciennes de Novi Sad. Au XIXe siècle, le quartier était encore situé dans la périphérie de la ville. En 1800 y ont été ouverts un cimetière juif puis, en 1860, un cimetière catholique.
L'actuel nom de Grbavica lui a été donné dans les années 1960, au moment où des immeubles ont été construits dans les rues Vojvođanska, Vladimira Nikolića et Vere Pavlović. Comme il s'agissait de construire vite, l'urbaniste Milan Cvetkov y a adapté les plans du quartier de Grbavica qu'il venait de réaliser à Sarajevo.

## Caractéristiques
Grbavica est construit sur une terrasse alluviale dominant le Danube ; il est situé à une altitude comprise entre 76 et 78 m. Le secteur est principalement résidentiel, avec des maisons basses qui sont de plus en plus remplacées par des immeubles de moyenne hauteur.

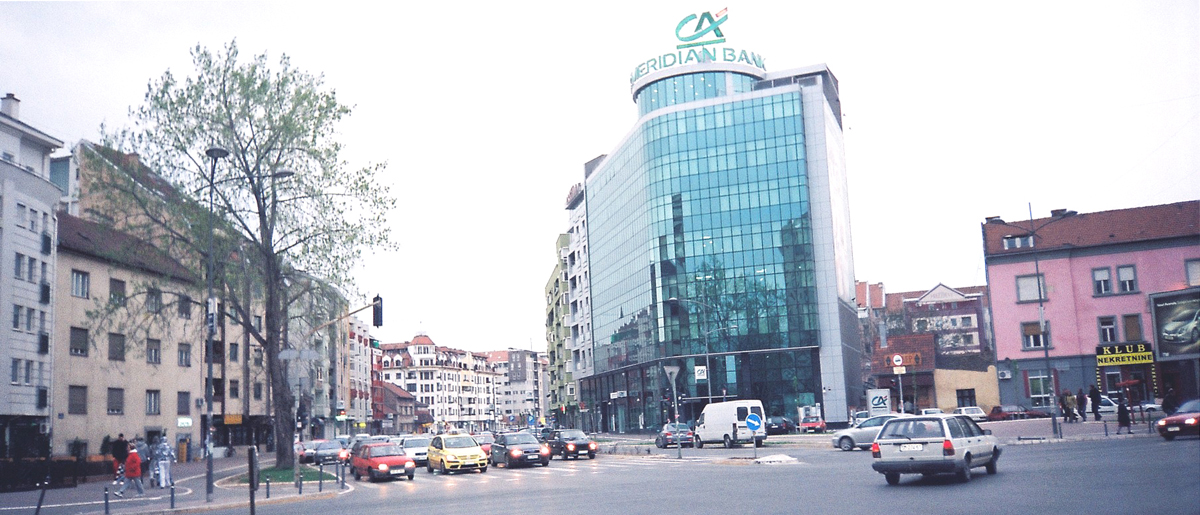
Rue braće Ribnikar
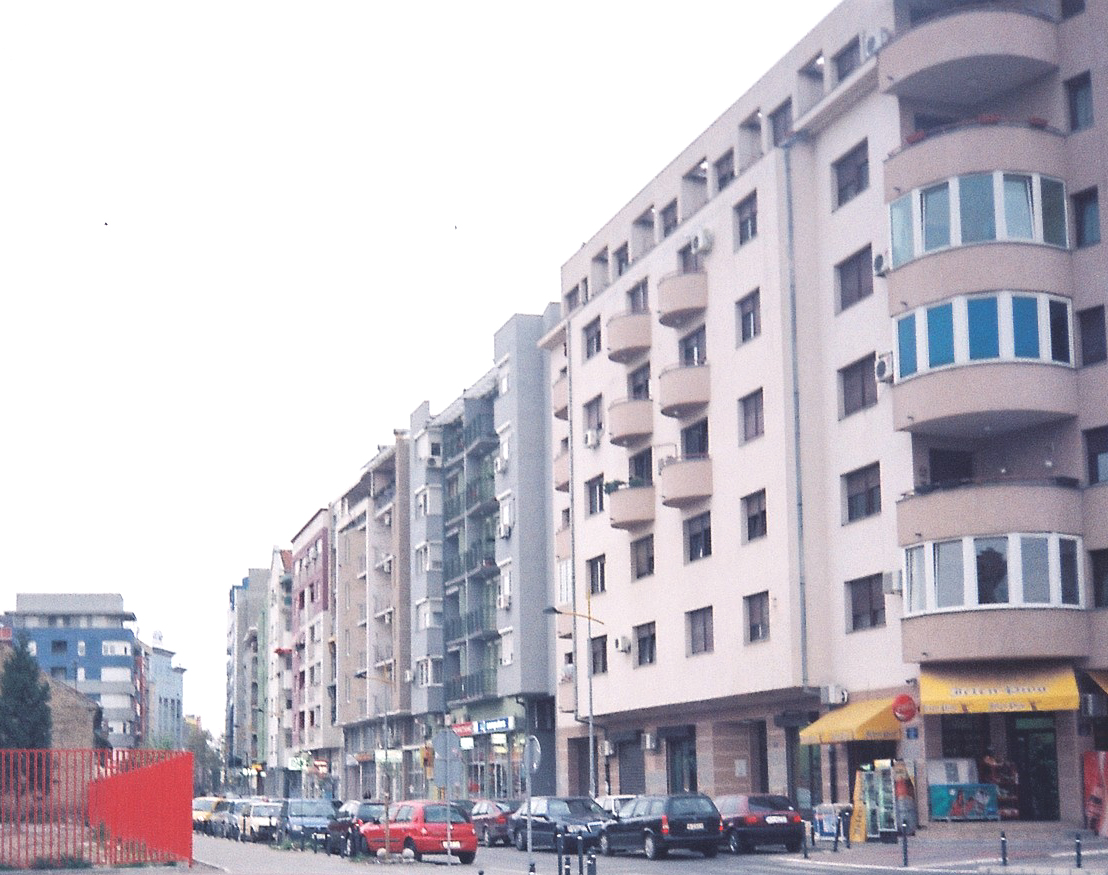
Rue Danila Kiša
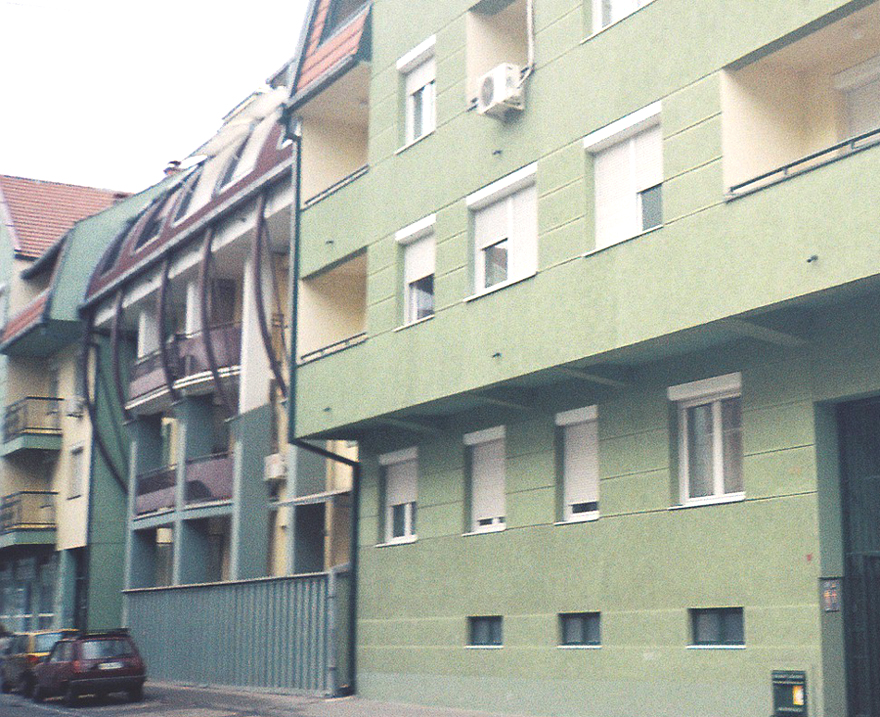
Rue Miše Dimitrijevića

## Économie et institutions publiques
Grbavica abrite le centre régional de la société publique de distribution d'électricité Elektrovojvodina (100 Bulevar oslobođenja), la société d'utilité publique municipale Novosadska toplana (1 Vladimira Nikolića), qui produit et distribue de l'énergie pour le chauffage et l'eau chaude, et la société Stan (22 Lasla Gala), qui assure l'entretien des immeubles résidentiels et des bureaux.
Le marché de Liman (en serbe : Limanska pijaca), situé 50 Bulevar Cara Lazara, s'étend sur environ 8 000 m2 et propose des produits frais ; il est géré par la société d'utilité publique Tržnica.
Le siège de la communauté locale Vera Pavlović est situé dans le quartier, ainsi que le quartier général de la station de radio Signal.

## Éducation

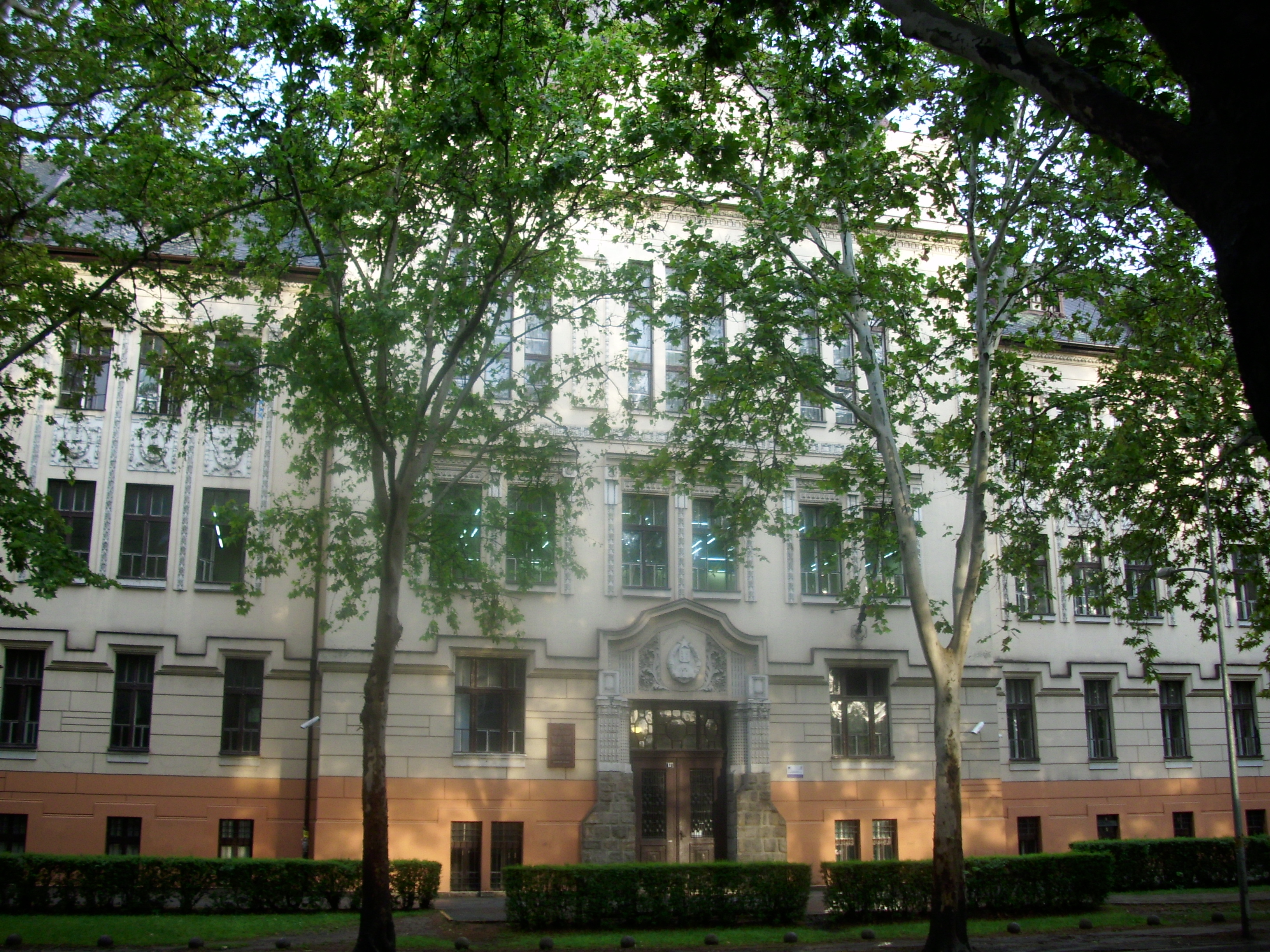
L'école secondaire de génie électrique Mihajlo Pupin, rue Futoška

Grbavica abrite l'école élémentaire Sonja Marinković, l'école élémentaire Branko Radičević, ainsi que l'école élémentaire et secondaire Milan Petrović pour les enfants handicapés. Dans le quartier se trouvent aussi l'école secondaire de génie électrique Mihajlo Pupin, dont les bâtiments figurent sur la liste des monuments culturels protégés du pays, l'école secondaire technique Mileva Marić-Einstein, l'école secondaire de médecine 7. april (à la limite entre les quartiers de Grbavica et d'Adamovićevo naselje), ainsi que l'école supérieure de technologie de Novi Sad.

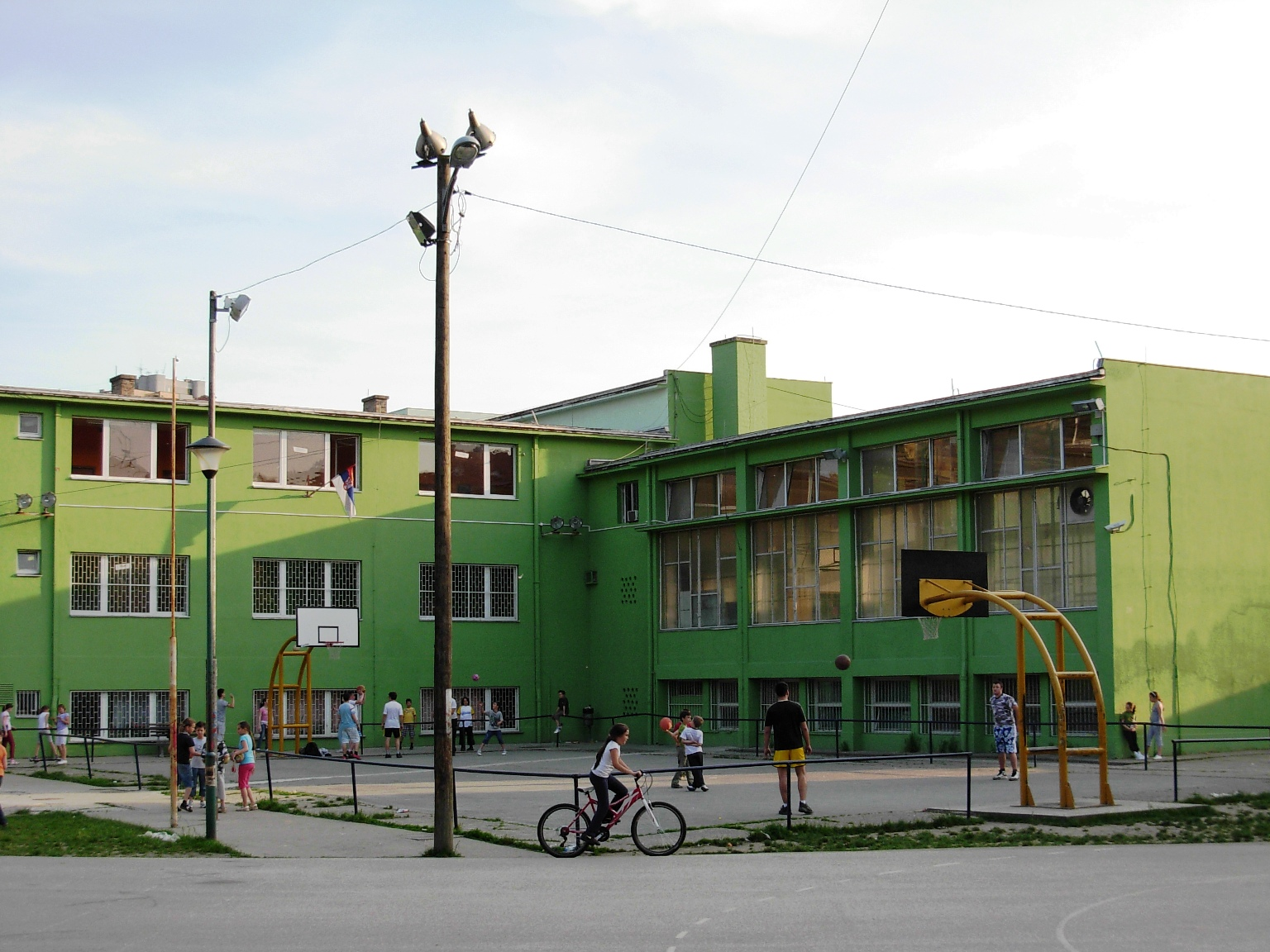
L'école élémentaire Sonja Marinković

## Rues et transport

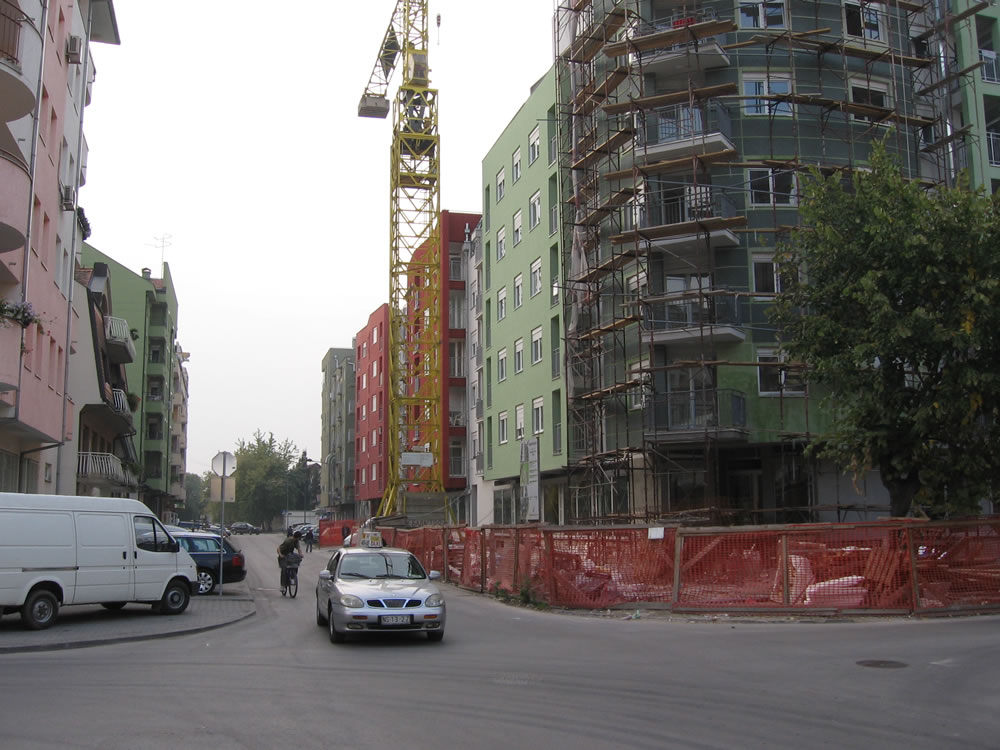
La rue Puškinova

Les rues les plus importantes de Grbavica sont les suivantes :
- Braće Ribnikar
- Bulevar oslobođenja
- Bulevar cara Lazara
- Vojvode Knićanina
- Vojvođanska
- Gogoljeva
- Danila Kiša
- Lasla Gala
- Puškinova
- Futoška
- Miše Dimitrijevića

Le quartier est desservi par les lignes 2, 6, 7, 9, 11A, 11B, 12, 13, 52, 53, 54, 55, 56, 60, 61, 62, 64, 68, 69, 71, 72, 73, 74, 76, 77, 78, 79, 80 et 84 de la société de transport municipal JGSP Novi Sad.